# Krigsåret 1955

## Pågående krig
- Algerietrevolten (1954-1962)[1]
  - Frankrike på ena sidan
  - FLN på andra sidan

## Händelser

### April
- 1 - EOKA bombar Nicosia och börjar ett gerillakrig på Cypern, se Cypernfrågan#Gerillakrig och förhandlingar om självständighet.

### Fotnoter
1. ↑  ”Chronological List of All Wars”. Arkiverad från originalet den 9 oktober 2014. https://web.archive.org/web/20141009082543/http://www.correlatesofwar.org/COW2%20Data/WarData_NEW/WarList_NEW.pdf. Läst 29 juni 2011.